# Théo et les métamorphoses
Pour plus de détails, voir Fiche technique et Distribution.
Théo et les métamorphoses est un film français réalisé par Damien Odoul et sorti en 2021.

## Synopsis
Théo, le personnage principal de Théo et les métamorphoses, joue son propre rôle. Celui d'un trisomique de 27 ans qui vit avec son père au milieu d’une charmante forêt. Ils cohabitent en harmonie avec la nature et les animaux. Un jour, le père de Théo qui est aussi photographe doit s’absenter pour présenter des travaux en ville. Théo commence ici son odyssée remplie de poésie dans laquelle il va se réinventer, s’ouvrir au monde, expérimenter la liberté, et tenter d’y découvrir la nature des choses et des êtres. 

## Fiche technique
- Titre : Théo et les métamorphoses
- Réalisation : Damien Odoul
- Scénario : Damien Odoul
- Photographie : Damien Odoul, Sylvain Rodriguez et Thibault Mazars
- Son : Frédéric Dabo
- Montage son : Clément Chauvelle
- Montage : Anne Destival
- Production : Kidam
- Distribution : Wild Bunch
- Pays d'origine :  France
- Durée : 96 minutes
- Dates de sortie : 
  - mars 2021 : Berlinale 2021 (section « Panorama »)[1]
  - France - 9 mars 2022

## Distribution
- Théo Kermel
- Pierre Meunier
- Élia Sulem
- Louise Morin
- Ayumi Roux

## Sortie

### Accueil critique
En France, le site Allociné recense une moyenne des critiques presse de 3,4/5.

## Distinctions

### Récompenses
- Grand prix au 21e Festival international du film New Horizons de Wrocław[3]

### Sélections
- Berlinale 2021
- 43e Festival international du film de Moscou 2021[4]

## À propos du film
Présidente du jury du Festival international du film Nouveaux Horizons de Wroclaw, Olga Tokarczuk, prix Nobel de littérature en 2018, a déclaré notamment : «  Nous avons décidé de décerner le Grand Prix à une œuvre audacieuse et inattendue, qui nous entraîne dans un tourbillon de folie et bouleverse notre vision de la réalité et du cinéma.
Un voyage initiatique vers l'âge adulte, à la fois passionnant, plein d'esprit et stimulant, où un jeune homme découvre, mais aussi transforme - par la force de son esprit - le monde, son corps, le corps des autres, la mort et l'amour. Un voyage de découverte de soi et d'autodétermination, où le monde intérieur a le pouvoir de façonner la réalité, par le biais d'un langage audiovisuel libre, toujours changeant et toujours surprenant. »